# Cohortă (statistică)
În statistică, marketing și demografie, o cohortă este un grup de subiecți⁠(d) care au o caracteristică definitorie (de obicei subiecți care au experimentat un eveniment comun într-o perioadă de timp selectată, cum ar fi nașterea sau absolvirea). 
Datele de cohortă pot fi de multe ori mai avantajoase pentru demografi decât datele de perioadă. Deoarece datele de cohortă sunt adaptate la o anumită perioadă de timp, acestea sunt de obicei mai precise; aceasta și deoarece pot fi reglate pentru a prelua date personalizate pentru un studiu specific. 
În plus, datele de cohortă nu sunt afectate de efectele de tempo⁠(d), spre deosebire de datele de perioadă. Datele de cohortă au și dezavantajul că poate dura mult timp pentru a colecta datele necesare studiului de cohortă⁠(d). Un alt dezavantaj al studiilor de cohortă este că acesta poate fi extrem de costisitor de efectuat, deoarece studiul va continua pentru o perioadă lungă de timp, demografii necesită adesea fonduri considerabile pentru a finanța studiul. 
Demografia contrastează adesea între perspectivele de cohortă și perspectivele de perioadă. De exemplu, rata totală a fertilității⁠(d) cohortei este un indice al mărimii medii complete a familiei pentru cohortele de femei, dar, întrucât poate fi cunoscută doar pentru femeile care au ieșit din perioada fertilă, nu poate fi măsurată pentru femeile care sunt în prezent fertile. Poate fi calculată ca suma ratelor de fertilitate pe vârste ale cohortei care se obțin odată cu înaintarea în timp. Rata totală a fertilității pe perioadă utilizează în schimb ratele actuale de fertilitate specifice vârstei pentru a calcula dimensiunea familiei completate pentru o femeie generică, dacă ea a experimentat aceste rate de fertilitate de-a lungul vieții. 
Un studiu asupra unei coorte este un studiu de cohortă⁠(d). 
Două tipuri importante de studii de cohortă sunt: 
1. Studiu prospectiv de cohortă: În acest tip de studiu, există o colecție de date de expunere (date de referință) de la subiecții recrutați înainte de dezvoltarea rezultatelor de interes. Subiecții sunt apoi urmăriți în timp pentru a înregistra când subiectul dezvoltă rezultatul de interes. Printre modalitățile de urmărire a subiecților studiului se numără: interviuri telefonice, interviuri față în față, examinări fizice, teste medicale/de laborator și chestionare prin poștă.[2] Un exemplu de studiu prospectiv de cohortă este, de exemplu, dacă un demograf a dorit să măsoare toate nașterile de sex masculin în anul 2018. Demograful ar trebui să aștepte să se termine evenimentul, adică anul 2018 trebuie să ajungă la final pentru ca demograful să aibă toate datele necesare.[3]
2. Studiul retrospectiv de cohortă: Studiile retrospective încep cu subiecții care riscă să aibă rezultatul sau boala de interes și identifică rezultatul începând de unde se află subiectul când studiul începe în trecutul subiectului pentru a identifica expunerea. Retrospectivele folosesc arhive: clinice, educaționale, certificate de naștere, certificate de deces etc., dar acestea pot fi dificile, deoarece este posibil să nu existe date pentru studiul inițiat. Aceste studii pot avea expuneri multiple care pot face acest studiu dificil.[4] Pe de altă parte, un exemplu de studiu retrospectiv de cohortă este dacă un demograf a examinat un grup de oameni născuți în anul 1970 care au diabet de tip 1. Demograful ar începe să examineze datele istorice. Cu toate acestea, dacă demograful ar fi privit date ineficiente în încercarea de a deduce sursa diabetului de tip 1, rezultatele demografilor nu ar fi corecte.[1]